# Статилина
Статилина, Статина (от латински: Stato – „стоя“) е римска богиня на новородените деца, която помага при изправянето и прохождането им. В римската митология е познат и нейният съпруг Статанус (на латински: Statanus, известен още като Statulinus или Statilinus), който е натоварен с подобни функции. Освен това те двамата се грижат за безпрепятстваното първо напускане и завръщане в дома на вече поотрасналото дете.
Наред с богините Едулия, Кубина, Левана, Потина и Фабулина, тези божества принадлежат към кръга на т.нар. божества-настойници, които бдят над новородените и малките деца. Смята се, че са с древен италийски произход и са наследени от римляните.